# Our Idiot Brian
Our Idiot Brian é o oitavo episódio da décima terceira temporada da série de televisão norte-americana Family Guy, sendo exibido originalmente na noite de 11 de janeiro de 2015 pela Fox Broadcasting Company (FOX) nos Estados Unidos. O título é uma paródia do filme Our Idiot Brother.

## Enredo
Brian não consegue ser aprovado em um teste de admissão, percebendo que não possui tanta inteligência quanto acreditava possuir. Isso leva Peter a mostrar a ele os benefícios de possuir um baixo QI.

## Recepção

### Crítica
O episódio não foi bem recebido pelo Parents Television Council, nomeado este episódio como o "pior show da semana" dizendo que não promoveu a preocupação com o "sexismo, racismo, antissemitismo, ou estupro e abuso sexual infantil ou ainda a violência e o discurso do ódio.

### Audiência
O episódio foi visto em sua exibição original por 4,12 milhões de pessoas, recebendo uma quota de 2,0/5 na demográfica de idades 18-49. Apresentou um decréscimo de 1,41 milhão de telespectadores com relação ao episódio anterior, Stewie, Chris & Brian's Excellent Adventure. O show foi o segundo mais visto da FOX naquela noite, perdendo apenas para o episódio de The Simpsons, Bart´s New Friend.